# Chris Buck (gitarist)
Chris Buck (Newport, 5 januari 1991) is een Welsh bluesgitarist en youtuber. Hij is bekend van de bands Buck & Evans en Cardinal Black en zijn YouTubeserie Friday Fretworks.

## Carrière
Buck speelt sinds hij dertien was gitaar. Rond 2010 speelde Buck in een veelbelovend trio met Tom Hollister (zang en bas) en Adam Roberts (drums). Met hulp van Steve Winwood nam de band enkele tracks op en ontwikkelden ze een live set. Op verzoek van Guns’n Rosés manager Alan Niven verhuisde de band van Wales naar Arizona om er een album te creëren. Het opnameproces stokte en de band viel in 2011 uitelkaar waarop Buck, net als zijn ex-bandleden, terug naar Wales ging. In 2012 werd Buck door Slash uitgenodigd om tijdens een concert in Birmingham met hem te jammen. In 2013 bracht hij zijn eerste album genaamd Postcards From Capricorn, uit onder de naam Chris Buck & the Big Horns. In 2015 debuteerde zijn band Buck & Evans met Sally Ann Evans als leadzangeres. Zij brachten in eigen beheer een aantal singles en ep’s uit. In 2018 kwam hun eerste album Write a Better Day uit. In 2017 werd Chris Buck door lezers van Music Radar gekozen tot beste nieuwe gitarist.
Op 10 mei 2021 verraste Buck de muziekwereld met een nieuwe band genaamd Cardinal Black en een debuut ep met dezelfde naam. Naast Buck spelen ook zijn oude bandgenoten zanger Tom Hollister en drummer Adam Roberts aangevuld met bassist Sam Williams in de band. Op het podium wordt het kwartet aangevuld met een toetsenist en een achtergrond zangeres. Naast zijn gitaarspel levert Buck ook achtergrond vocalen. Bucks gitaarsolo in de song Tell me how it feels van Cardinal Black werd door lezers van Guitar World in de lijst van beste gitaarsolo's van 2021 op de zesde plaats gezet. Lezers van Music Radar (Total Guitar) zetten hem dat jaar op de negende plaats van de lijst van favoriete online gitaarpersoonlijkheden. In 2022 toerde Cardinal Black in het voorprogramma van Peter Frampton’s laatste UK-tournee. Op 27 oktober 2022 werd January Came Close, het eerste album van Cardinal Black uitgebracht. In 2024 werden naast concerten in Europa ook drie concerten in de Verenigde Staten gegeven waarna een Noord-Amerikaanse toernee voor 2025 werd aangekondigd. Op 23 mei 2025 werd Midnight at The Valencia, het tweede album van de band, uitgebracht.
In november 2024 publiceerde Buck een boek genaamd Best of Friday Fretworks met daarin tien van zijn beste gitaarsolo’s uitgeschreven. In juli 2025 kondigde Buck een video-lespakket aan met de titel Playing with Feel, Complete guide, Mastering melodic and expressive lead guitar.

## Instrumentarium
Buck heeft of had endorsements van onder meer Ernie Ball (snaren), Victory (gitaarversterkers), Fender (gitaarversterkers) en Yamaha/Line 6. Voor Yamaha heeft hij ook productdemonstraties op muziekbeurzen en in muziekinstrumentenwinkels gedaan. Hij gebruikt een aantal naar zijn voorkeuren gebouwde Yamaha Revstars en regelmatig ook een Line 6 Helix. Hij speelde ten tijde van Buck & Evans veel op een Fender Highway 1 Stratocaster. Ook bezit hij sinds 2019 een Fender Stratocaster uit 1962 die hij op een lokale veiling wist te bemachtigen en terug in bespeelbare staat liet brengen. Ook is hij veel te zien met een Squier Jazzmaster. Op 30 april 2024 bracht Thorpy FX in samenwerking met Buck een signatuurpedaal op de markt dat een buizen-voorversterker en een boost-circuit bevat. Hij heeft zijn naam bewust niet op het pedaal zelf laten drukken maar alleen op de verpakking omdat hij wil dat het niet specifiek op zijn fans is gericht. Voor zijn webshow leent hij regelmatig bijzondere gitaren.

## Speelstijl
Chris Buck staat bekend om zijn zeer vloeiende stijl van spelen die soms als bottleneck spel lijkt te klinken zonder dat hij een bottleneck gebruikt. Hij bereikt dat door veel gebruik van hybride picking (zowel met vingers van de slaghand als met een plectrum) en fingerslides te maken waarbij hij langer op een snaar blijft spelen waar menig gitarist van snaar zou wisselen.

## YouTube
Bucks YouTubekanaal bestaat sinds 2012. Hij plaatse er in eerste instantie videoclips, korte filmpjes van zijn optredens en demonstreerde gitaarapparatuur. 
In 2016 startte hij Friday Fretworks, een wekelijks op vrijdag gepubliceerde webshow waarin hij over gitaren, aanverwante apparatuur en het gitaarspel van bekende gitaristen praat. Zijn YouTubekanaal had in augustus 2024 zo’n 230.000 volgers.
Op 30 augustus 2024 kondigde hij het einde van de Friday Fretworks serie aan. Onder meer succes van Cardinal Black en het drukke tourschema maakte dat hij geen tijd meer had om wekelijks een video te creëeren. Ook het feit dat YouTube minder uitbetaald dan eerder speelt mee. Hij gaf aan nog wel zo nu en dan video’s posten maar niet meer volgens het het format van Friday Fretworks.
Buck maakte ook enkele keren zijn opwachting als gast in That Pedal Show.